# Ampelozizyphus
Tribu
Genre
Ampelozizyphus est un genre de plantes de la famille des Rhamnacées. Il comprend deux espèces Ampelozizyphus amazonicus, connue de l'Amazonie péruvienne, de la Colombie, du Vénézuela, de la Guyane, du Suriname, de la Guyane française et du Brésil, et Ampelozizyphus guaquirensis, originaire de la partie centrale de la cordillère côtière du Vénézuela.